# Морган, Дженнифер (историк)
Дженнифер Лайл Морган (англ. Jennifer Lyle Morgan, род. 1966) — американский историк, изучает историю США, специализируется на истории афроамериканцев XVI и XVII веков и развитии рабства в Атлантическом мире через призму гендера. Она является профессором истории на кафедре социального и культурного анализа и на кафедре истории Нью-Йоркского университета. Она является стипендиатом программы Макартура 2024 года.

## Биография
Морган окончила Оберлинский колледж в 1986 году, получив степень бакалавра в области исследований стран третьего мира, специальности, разработанной ей самой. Большую часть своих последующих академических успехов она приписывает Адриенне Лэш Джонс, третьему штатному чернокожему профессору Оберлина и первому штатному чернокожему профессору на кафедре африканских исследований. Морган получила докторскую степень по истории в Университете Дьюка в 1995 году. Её диссертация называлась «Рабыни: женщины-рабыни, воспроизводство и рабство на Барбадосе и в Южной Каролине, 1650-1750 гг.».
Первая книга Морган «Laboring Women», основанная на её диссертационном исследовании, была опубликована в 2004 году. В ней обсуждается опыт порабощённых женщин в колониальном Барбадосе и Южной Каролине, в том числе то, как поработители использовали репродуктивную функцию порабощённых женщин для увеличения своей рабочей силы. 
Её вторая книга «Расплата с рабством» (2021) представляет собой анализ практики бухгалтерского учёта, применяемой рабовладельцами. Книга получила премию Мэри Никлисс по женской и/или гендерной истории от Организации американских историков и книжную премию Фредерика Дугласа от Центра Гилдера Лермана по изучению рабства, сопротивления и отмены рабства. 
Морган появилась в документальном фильме Netflix 2023 года «Отпечатано с самого начала».
По состоянию на 2024 год Морган работает над третьей книгой «Канун рабства», в которой будет рассмотрена тема «африканских женщин в Северной Америке XVII века», включая историю Элизабет Кей, рабыни, чья попытка добиться своего освобождения увенчалась успехом. 
Морган живёт в Нью-Йорке. В настоящее время она является научным сотрудником Центра учёных и писателей Каллмана при Нью-Йоркской публичной библиотеке.

## Публикации

### Книги
- Laboring Women: Gender and Reproduction in the Making of New World Slavery (University of Pennsylvania Press, 2004)[8]
- Connexions: Histories of Race and Sex in America (University of Illinois Press, 2016), соредактор
- Reckoning with Slavery: Gender, Kinship and Capitalism in the Early Black Atlantic (Duke University Press, 2021)[9][10][11][12][13][14][15]

### Статьи
- Morgan, Jennifer L. (1997). "Some Could Suckle over Their Shoulder": Male Travelers, Female Bodies, and the Gendering of Racial Ideology, 1500-1770. The William and Mary Quarterly[англ.]. 54 (1): 167–192. doi:10.2307/2953316. ISSN 0043-5597.
- Morgan, Jennifer L. (1 октября 2016). Accounting for "The Most Excruciating Torment": Gender, Slavery, and Trans-Atlantic Passages. History of the Present (англ.). 6 (2): 184–207. doi:10.5406/historypresent.6.2.0184. ISSN 2159-9785.
- Morgan, Jennifer L. (1 марта 2018). Partus sequitur ventrem. Small Axe: A Caribbean Journal of Criticism[англ.] (англ.). 22 (1): 1–17. doi:10.1215/07990537-4378888. ISSN 0799-0537.

### Главы книг
- Morgan, Jennifer L. "Women's Sweat": Gender and Agricultural Labor in the Atlantic World // American Studies: An Anthology :  [англ.]. — John Wiley & Sons, 2009-03-09. — ISBN 978-1-4051-1351-9.
- Morgan, Jennifer L. Gender and Family Life // The Routledge history of slavery. — London; New York : Routledge, 2011. — ISBN 978-0-415-46689-9.
- Morgan, Jennifer L. Women and Migration: Responses in Art and History :  [англ.]. — Open Book Publishers, 2019-03-08. — ISBN 978-1-78374-568-5.